# 鎌田三郎兵衛

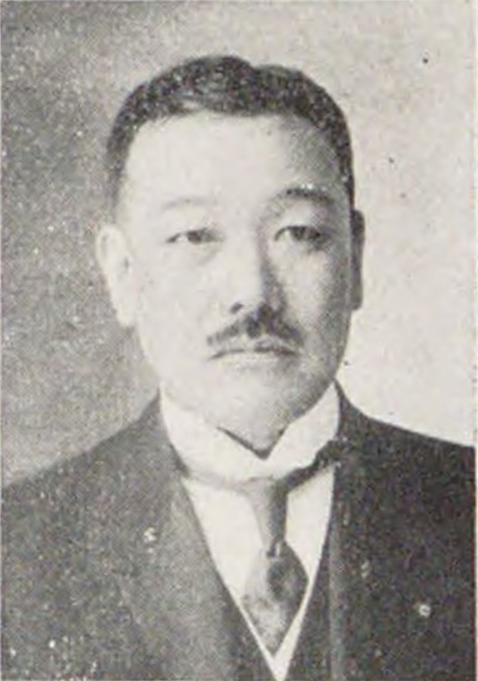
鎌田三郎兵衛

鎌田 三郎兵衛（かまた さぶろうべえ、1870年5月18日（明治3年4月18日） - 1934年（昭和9年）10月20日）は、明治時代後期から大正時代の政治家、銀行家。衆議院議員。旧名は悦蔵。

## 経歴
先代鎌田三郎兵衛の長男として、但馬国養父郡口大屋村（現・養父市大屋町）に生まれる。1899年（明治32年）8月、襲名し家督を相続する。1894年（明治27年）東京法学院を卒業する。
農業を営む傍ら、口大屋村会議員、同村長、養父郡会議員、兵庫県会議員を歴任する。ほか、養父郡畜産組合長、同農会長、大屋銀行頭取、五十五銀行・西谷銀行各取締役を務めた。1920年（大正9年）第14回衆議院議員総選挙で兵庫県第13区から無所属で出馬して当選し、1期務めた。

## 親族
⚫︎長男:強三 (妻  やゑの義兄は貴族院議員 土居通博)
⚫︎ 長女:富美(夫は 貴族院議員北村宗四郎 三男範治)